# Hydrosmecta caduca
Hydrosmecta caduca är en skalbaggsart som beskrevs av Thomas Casey 1910. Hydrosmecta caduca ingår i släktet Hydrosmecta och familjen kortvingar. Inga underarter finns listade i Catalogue of Life.